# 罗纳德·奥曼
罗纳德·奥曼（瑞典語：Ronald Åhman，1957年1月31日—），瑞典男子足球运动员，司职后卫，1978年完成成年国家队首秀。他曾代表瑞典国家队参加1978年国际足联世界杯，结果队伍止步小组赛阶段。